# Acetabula
Acetabula is een geslacht van schimmels behorend tot de familie Helvellaceae. De typesoort is Barssia oregonensis.

## Soorten
Volgens Index Fungorum telt het geslacht 13 soorten (peildatum november 2021):
| Soortnaam                     | Auteur(s)        | Publicatiejaar |
| ----------------------------- | ---------------- | -------------- |
| Acetabula arcuata             | Fuckel           | 1874           |
| Acetabula caligata            | (Nyl.) Boud.     | 1907           |
| Acetabula cinnamomeolutescens | (Schwein.) Sacc. | 1889           |
| Acetabula costata             | Sacc.            | 1889           |
| Acetabula debeauxii           | (Roum.) Sacc.    | 1889           |
| Acetabula helvelloides        | (Lasch) Sacc.    | 1889           |
| Acetabula mitrula             | (Schwein.) Fr.   | 1822           |
| Acetabula murina              | Zeller           | 1927           |
| Acetabula nigra               | Bánhegyi         | 1939           |
| Acetabula ochroleuca          | Velen.           | 1922           |
| Acetabula paulula             | Sacc.            | 1889           |
| Acetabula riederi             | (Weinm.) Sacc.   | 1889           |
| Acetabula simplex             | Rolland          | 1901           |